# Диума Мерсийский
Диума (англ. Diuma; умер в 658) — средневековый епископ Мерсии, святой Католической церкви (дни памяти — 5 мая и 7 декабря).

## Биография
Диума был поставлен в сан епископа после 655 года, но точная дата неизвестна. Ирландец по происхождению, вместе с Седдом, Бетти и Аддом, святой Диума был отправлен в Мерсию в 653 году к Педе Мерсийскому, сыну Пенды, короля Мерсии. Педа крестился, когда женился на Эльфледе, дочери Освиу, короля Нортумбрии. После кончины Пенды Диума был поставлен в сан епископа Мерсии и Средней Англии святым Финаном, епископом Линдисфарнским. Точные границы его епархии неясны. Менология XI века сообщает, что Диума похоронен в Чарлбери.